# Sežana
Sežana este un oraș din comuna Sežana, Slovenia, cu o populație de 5.645 de locuitori.